# Kuzma Gvozdev
Kuzmá Antónovich Gvózdev (en ruso: Кузьма́ Анто́нович Гво́здев, Chekáievka, gubérniya de Penza, 1882-26 de junio 1956) fue un revolucionario y político ruso, primero socialrevolucionario y más tarde menchevique. También, formó parte del Grupo Central de Trabajadores
Pasó varios periodos en prisión y en el exilio; fue puesto en libertad finalmente durante la Revolución de Febrero en la mañana del 27 de febrero, proponiendo así la reinstauración del Soviet de Petogrado, formado en la Revolución rusa de 1905. Desde el 25 de septiembre de 1917, fungió como ministro de Trabajo del Gobierno provisional ruso. Fue detenido durante los tres días de la Revolución de Octubre y volvió a pasar un corto periodo en prisión en 1920. 
El 12 de diciembre de 1930 fue detenido nuevamente y el 25 de abril de 1931 se lo condenó a una pena de prisión de diez años, que más tarde se extendió, el 1 de julio de 1941, en otros ocho años. Más tarde se lo desterró a la localidad de Dzerzhinski en el krai de Krasnoyarsk. Liberado del exilio interior el 30 de abril de 1956, murió el 26 de junio del mismo año. Rehabilitado en julio de 1990.